# Kingsman: Zlatý kruh
Kingsman: Zlatý kruh (v anglickém originále Kingsman: The Golden Circle) je americký film režiséra Matthewa Vaughna, pokračování snímku Kingsman: Tajná služba z roku 2014. Kingsmani představují přísně utajenou nezávislou mezinárodní špionážní agenturu, která v prvním filmu nabírala nové adepty, v navazujícím snímku pak pokračuje příběh po zničení její centrály a po navázání spolupráce s americkou špionážní organizací Statesman. Na scénáři filmu spolupracoval režisér Matthew Vaughn s Jane Goldmanovou, a to v návaznosti na knižní předlohu Marka Millara. Ústřední postavy ztvárnili Taron Egerton, Halle Berryová, Julianne Moore, Channing Tatum a Colin Firth. Americká premiéra filmu proběhla 22. září 2017, do českých kin byl film uveden společností Cinemart 21. září téhož roku.

## Děj
Uplynul celkem rok od doby, kdy Gary „Eggsy“ Unwin a tajná organizace Kingsman zachránily svět před zlomyslným plánem Richmonda Valentina. Právě Eggsy přijal titul Galahad po svém mrtvém učiteli, Harrymu Hartovi, a nyní žije se švédskou korunní princeznou Tildou v Londýně.
Na cestě domů je však Eggsy napaden Charliem Heskethem, bývalým kandidátem Kingsmana, který před rokem během bojů ve Valentinově horském krytu přišel o ruku a hlasivky. Souboj se nakonec přemění v automobilovou honičku v ulicích Londýna, kde se Eggsy pravidelně vyhýbá útokům Heskethe a jeho stoupenců. Nakonec Eggsy úspěšně prchne, přičemž Heskethovi oddělí jeho kybernetickou paži od zbytku těla a s automobilem dojede do malého záchranného střediska Kingsmanu v Hyde Parku. S vědomím, že vše úspěšně zvládl, s Tildou odlétá do Švédska k jejím rodičům. Nicméně kybernetická paže, stále oddělená v Eggsyho automobilu, se pomocí USB přípojky dostane k tajným datům Kingsmanu, kvůli čemuž Poppy Adamsová, vůdkyně tajného Zlatého kruhu, největšího drogového kartelu na světě, odpaluje rakety namířené na všechny budovy a velitelství Kingsmanu, čímž vyhlazuje téměř všechny agenty a zbavuje se tak její největší hrozby.
Jedinými přeživšími agenty jsou Eggsy a Merlin. Vzhledem k velmi krizové situaci jsou nuceni řídit se dle pokynů, které je přivedou do destilérky bourbonu v americkém státě Kentucky, kde naleznou tajnou organizaci Statesman, jakousi americkou verzi Kingsmanu, jejíž profit spočívá ve výrobě alkoholu. Nejprve jim agenti Statesmanu nevěří, ale nedůvěra se nakonec prolomí, jakmile je Eggsymu a Merlinovi představen žijící Harry „Galahad“ Hart. Ten přežil, jakmile mu před rokem Statesman pomohl velmi pokročilou léčivou technologií využívající nanity, nicméně trpí těžkou amnézií a na předchozí život coby agenta Kingsmanu si vůbec nepamatuje.
Eggsy a Merlin jsou informováni od lídra Statesmanu, agenta Champagne, o tajné teroristické organizaci zvané Zlatý kruh, jejíž vůdkyně, Poppy Adamsová, je zodpovědná za vyhlazení Kingsmanu. Proto zbývající Kingsmani ve spolupráci se Statesmany začínají svou misi sledováním Heskethovo bývalé přítelkyně Clary von Gluckfbergové. Avšak když se agentovi Statesmanu, Tequile, po celém těle vytvoří modrá vyrážka, je nahrazen agentem Whiskey coby parťák Eggsyho. Přesto nadále pokračují v misi, která je zavede na festival Glastonbury, kde Eggsy úspěšně implantuje sledovací zařízení Gluckfbergové. Avšak tento zákrok, pro nějž bylo nutné použití milostné praktiky, naráží na vztah Eggsyho a Tildy. I přes to se Eggsy nadále věnuje misi; po několika neúspěšných pokusech vyléčit Harryho amnézii Eggsy vyhrožuje tím, že zastřelí Harryho nového psa. Tím si Harry konečně vzpomene na svůj bývalý život agenta Kingsmanu.
Poppy Adamsová vysílá do celého světa televizní zprávu: do většiny drog po celém světě přimíchala speciální toxin, který způsobuje modrou vyrážku po těle a po několika hodinách smrt. Dále demonstruje lék na zajatém Eltonu Johnovi a nabízí jej světu, pokud prezident Spojených států ukončí boj proti drogám a zajistí Zlatému kruhu právní a trestní imunitu. Zcela lhostejný prezident proto rozhodne, že každý postižený uživatel drog bude zavřen v karanténě, včetně jeho náčelnice štábu, Foxové, kde je nechá pomřít a zbaví se tak drogově závislých, čímž posílí ekonomiku státu.
Eggsy, Harry a Whiskey zamíří do výrobny léků v Alpách na severu Itálie poté, co zachytí telefonát Gluckfbergové. Zde Eggsy dokáže ukrást vzorek léku, ale Whiskey jej omylem rozbíjí při útoku žoldáků Zlatého kruhu a výzkumné středisko je odpáleno trhavinami. Po zdlouhavém boji s žoldáky však Harry střelí Whiskeyho do hlavy, jelikož má podezření, že hraje na obě strany, ale Eggsy mu aplikuje alfa-gel: stejnou látku, která kdysi vyléčila Harryho. Následně Eggsy zjišťuje, že i Tildě vyrašily po těle modré skvrny a zanedlouho zemře (v návaznosti na deprese způsobené nestabilitou jejich vztahu se pustila do drog). Proto Eggsy, Harry a Merlin zjistí, kde se skrývá Poppy Adamsová: v jejím soukromém „Poppy Landu“ v pralese Kambodži, kam odletí, aby aktivovali tisícovky dronů coby roznašeče léku.
Po příletu do Poppy Landu, Eggsy omylem šlápne na obrannou minu, Merlin jej však vystřídá. Ten k sobě naláká strážné a zvedne nohu z miny, kvůli čemuž mina vybuchne a Merlin společně se strážnými umírá. Eggsy ani Harry neváhají a vstupují do Poppy Landu, kde začnou bojovat s žoldáky, přičemž Eggsy zabije Heskethe a Harry Poppyny robotické psy. Dostanou se až ke kufříku s ovládáním dronů, přičemž zdrogují Poppy, která jim těsně před svou smrtí způsobenou silnější verzí jejího toxinu prozradí heslo. Avšak než stihnou zadat heslo, napadne je agent Whiskey, jehož alfa-gel také úspěšně vyléčil. Odhalí, že chce nechat všechny drogově závislé lidi zemřít, jelikož před lety způsobili smrt jeho ženy při přestřelce. Whiskeyho svede dvojice zabít, načež vypustí drony s lékem, čímž zachrání miliony životů po celém světě.
Následkem toho Foxová obviňuje prezidenta Spojených států ze spiknutí v genocidě na obětech drog, načež je zavřen do vězení. Agent Champagne oznamuje, že Statesman otevřel ve Skotsku palírnu, aby pomohl obnovit organizaci Kingsman. Také Champagne nabízí Eggsymu a Harrymu možnost stát se novým agentem Whiskey, ale tím se stává technička Statesmanu Ginger. Eggsy s Tildou překonají předešlé vztahové potíže a vezmou se a agent Tequila se přestěhuje do Londýna, kde se stává novým agentem Kingsmanu.

## Obsazení
- Colin Firth jako Harry Hart/Galahad, bývalý agent Kingsmanu.
- Julianne Moore jako Poppy Adamsová, hlavní záporná postava filmu.
- Taron Egerton jako Gary „Eggsy“ Unwin/Galahad, hlavní postava filmu a agent Kingsmanu.
- Mark Strong jako Merlin, agent Kingsmanu.
- Halle Berryová jako Ginger, agentka Statesmanu.
- Elton John jako on sám.
- Channing Tatum jako Tequila, agent Statesmanu.
- Jeff Bridges jako Champagne, agent a zároveň jeden z lídrů Statesmanu.
- Pedro Pascal jako Whiskey, agent Statesmanu.
- Edward Holcroft jako Charles „Charlie“ Hesketh
- Hanna Alström jako Tilda, švédská princezna a přítelkyně Eggsyho.
- Poppy Delevingne jako Clara Von Gluckfbergová
- Bruce Greenwood jako prezident Spojených států.
- Emily Watson jako Foxová, náčelnice štábu prezidenta Spojených států.
- Björn Granath jako švédský král, otec Tildy.
- Lena Endre jako švédská královna, matka Tildy.
- Sophie Cookson jako Roxanne „Roxy“ Mortonová/Lancelot, agentka Kingsmanu.
- Michael Gambon jako Artur, vedoucí Kingsmanů.

## Pokračování
Vaughn uvedl, že on a Goldman mají naplánovaný třetí film Kingsman, kterému díky poměrně vysokým tržbám druhého dílu nestojí nic v cestě. V září 2017, během uvedení filmu od Total Film, Vaughn odhalil, že jeho osobní volbou pro roli záporné postavy v Kingsman 3 je Dwayne Johnson. Vaughn také uvedl, že vzhledem k úspěchu filmové série Kingsman má zájem o natočení spin-offu zaměřujícího se na americkou organizaci Statesman.
V prosinci 2021 v britských a amerických a v lednu 2022 také v českých kinech měl po několika odkladech premiéru film Kingsman: První mise, který sleduje zrod organizace Kingsman během první světové války.